# Убијен у борби
Убијен у борби (енгл. Killed in action, KIA) је израз у војној терминологији за оне борце који су убијени од стране непријатељских снага. Према тврђењу Министарства одбране Сједињених Америчких Држава, да би жртве биле сврстане у ову категорији, оне не морају претходно да пуцају на непријатеље, већ да буду убијене у току њиховог напада. Међу убијене у борби спадају и они који су настрадали од стране савезника, али само уколико то није убиство из нехата. Такође, у исту групу спадају све жртве без обзира на то да ли се ради о борцима из копнене, ваздушне или поморске војске.
Поред имена жртава ставља се знак † (бодеж), како би се назначила категорија страдалих у документима о одређеном ратном догађају.
У исту категорију сврставају се и преминули од рана задобијених на бојном пољу, како би се уврстили и они који су преживели до добијања медицинског третмана, али су на крају подлегли повредама.
Највероватније убијени у борби (енгл. presumed killed in action) поткатегорија је убијених у борби у коју спадају сви они који су првобитно били сврстани међу нестале у борби, али пошто после дужег времена нису пронађени, шанса да су преживели драстично опада.

## НАТО дефиниција
Према дефиницији НАТО-а, у ову категорију спадају „сви они који су убијени на бојишту или чија је смрт проузрокована ранама или другим повредама задобијеним на истом, а да притом нису преживели до добијања медицинске помоћи”.